# 艾莉森角
艾莉森角（英語：Point Alison）是一個座落於加拿大亞伯達省瓦巴門湖上的一個夏令村。

## 資料來源
1. 1 2  . Statistics Canada. February 9, 2022  [February 9, 2022].